# Croton thellungianus
Espèce
Croton thellungianus est une espèce de plantes à fleurs du genre Croton et de la famille des Euphorbiaceae, présente en Uruguay.
Il a pour synonyme :
- Julocroton thellungianus, Herter ex Arechav.